# Ammannia
Ammannia är ett släkte av fackelblomsväxter. Ammannia ingår i familjen fackelblomsväxter.

## Bildgalleri

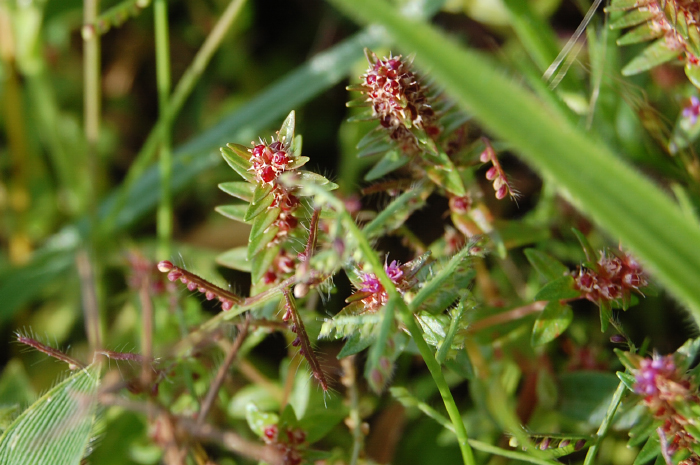
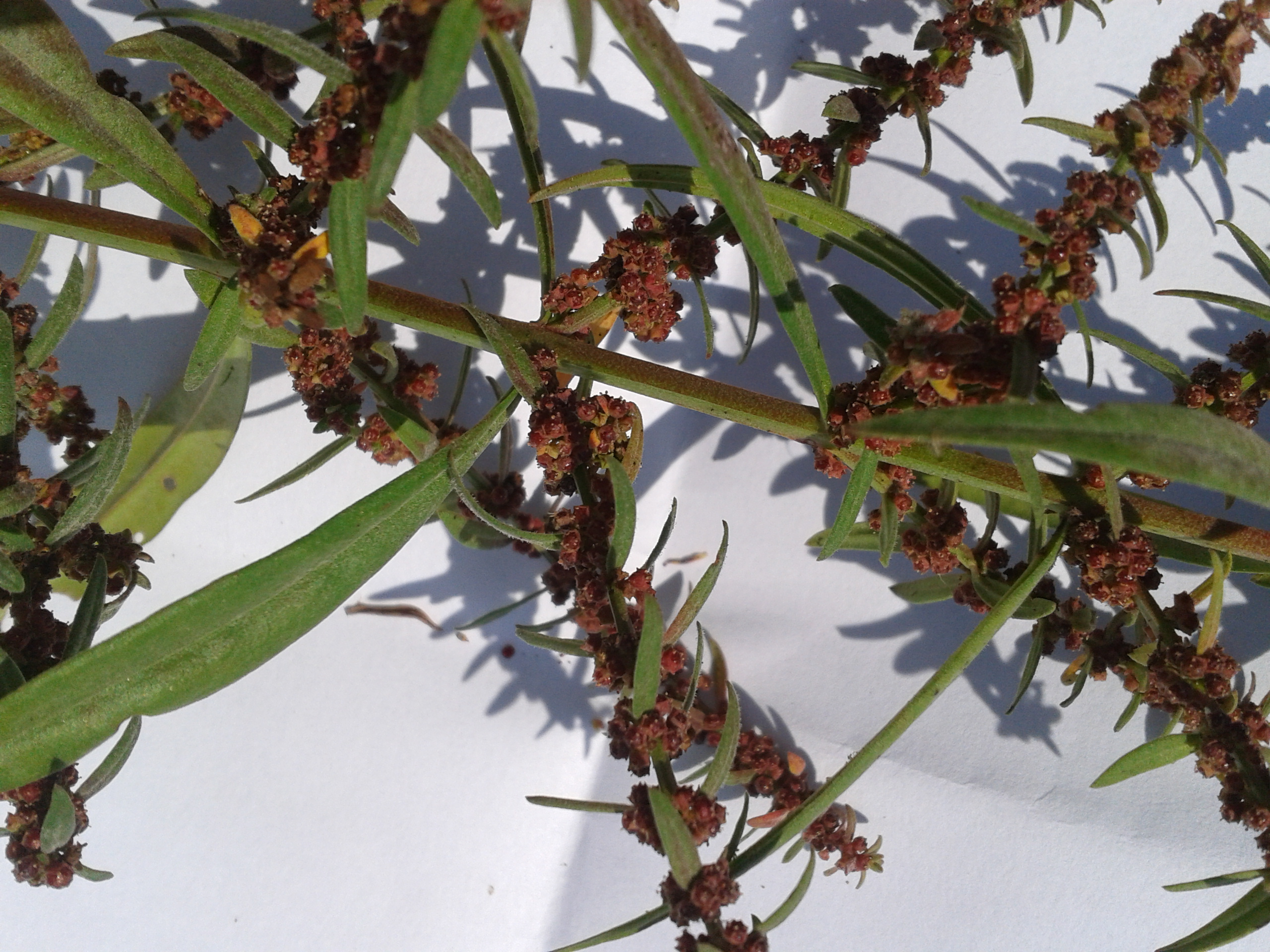
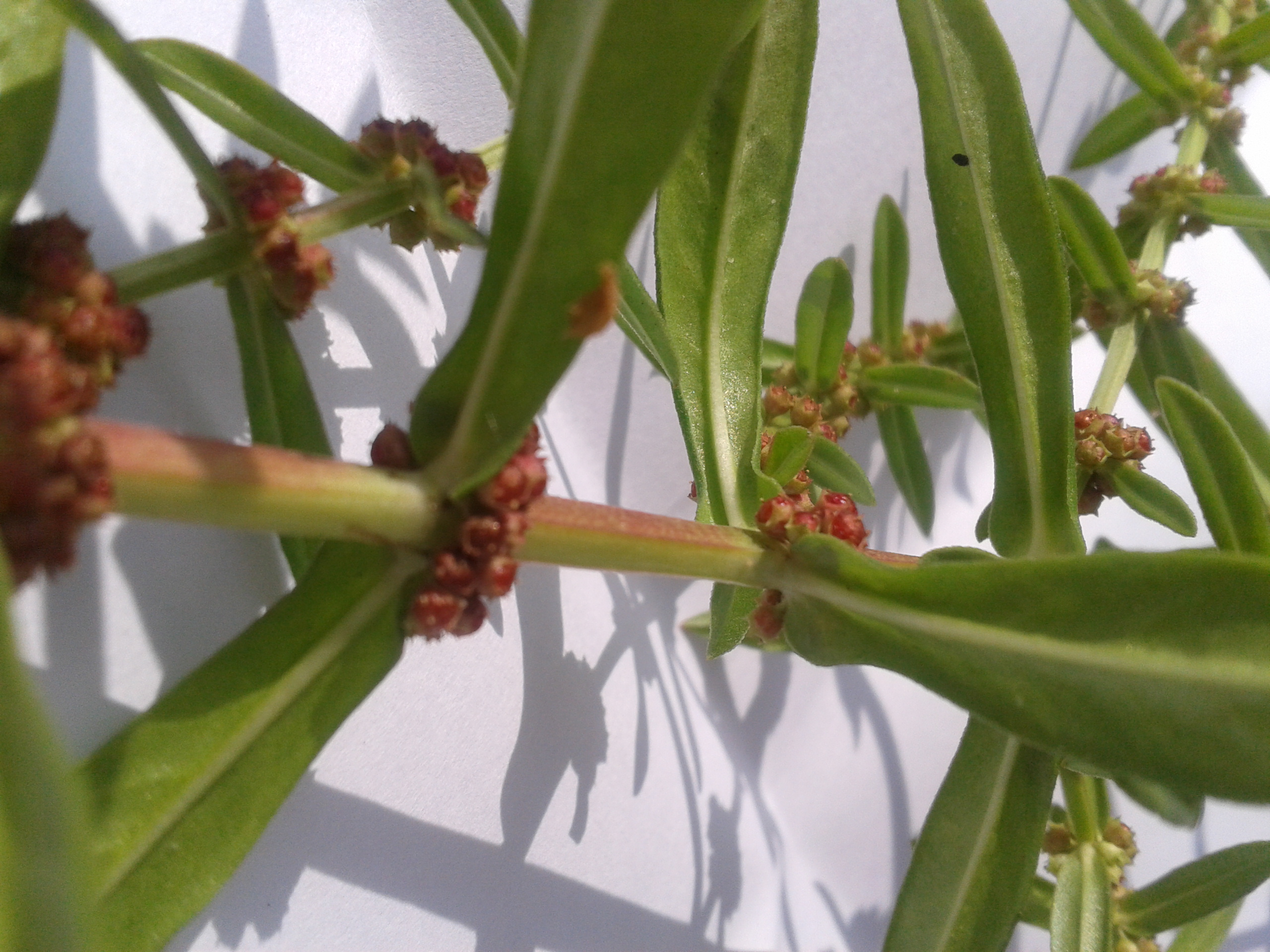
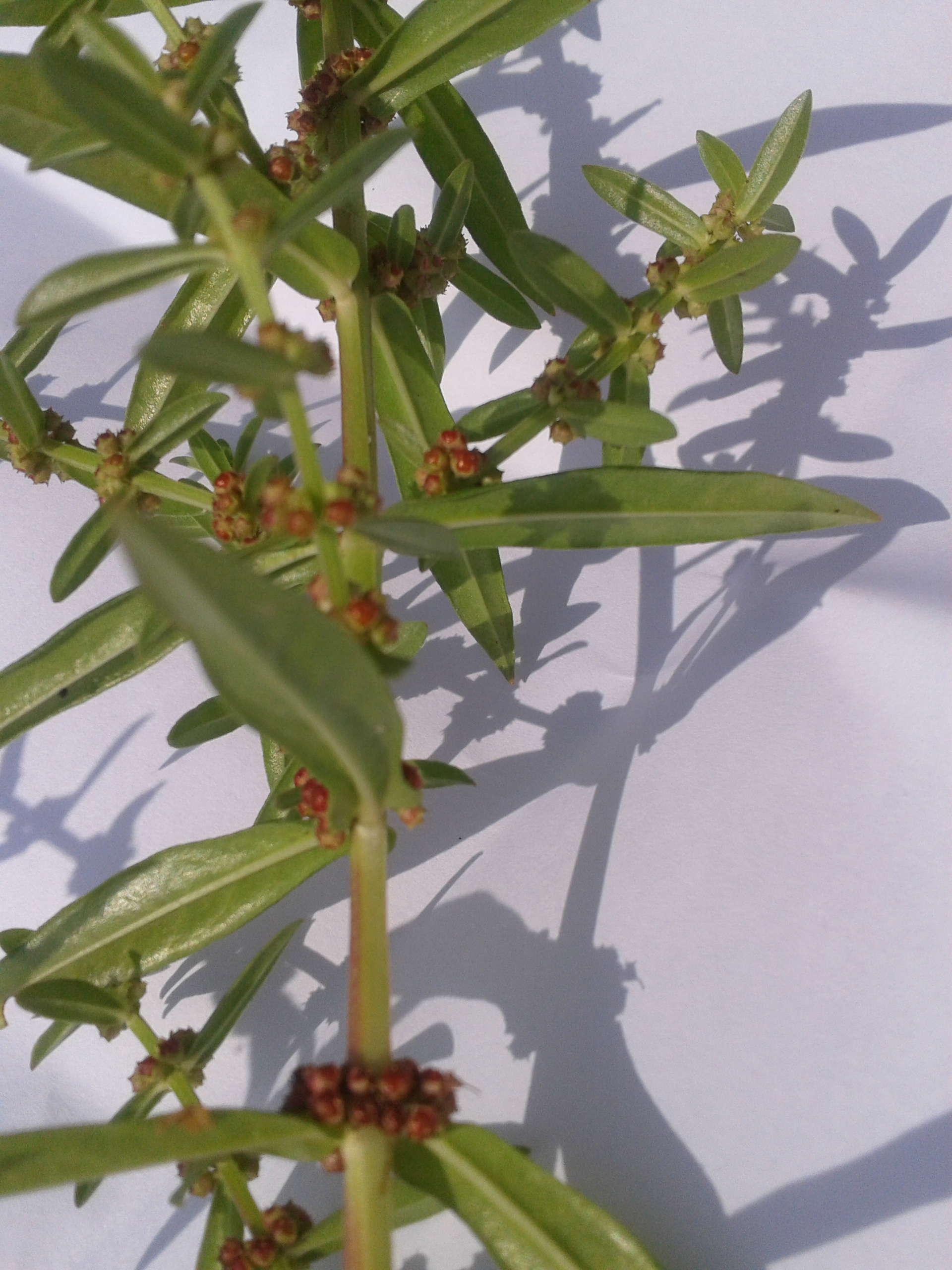
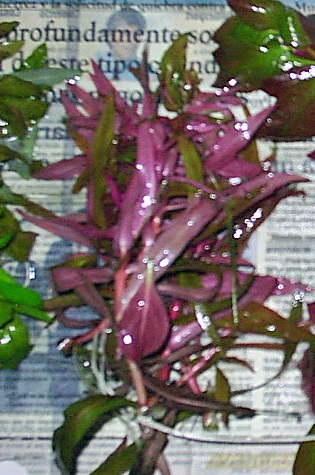
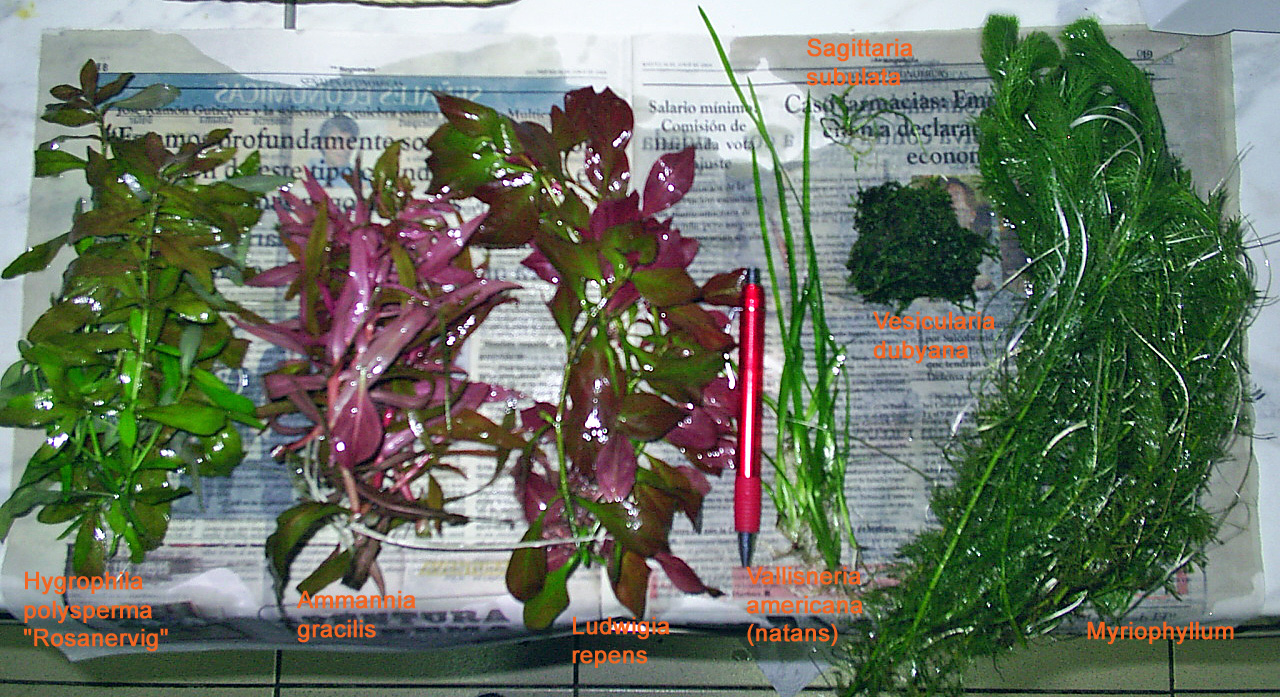

## Dottertaxa tillAmmannia, i alfabetisk ordning[1]
- Ammannia alata
- Ammannia alternifolia
- Ammannia anagalloides
- Ammannia andongensis
- Ammannia angolensis
- Ammannia angustifolia
- Ammannia arnhemica
- Ammannia aspera
- Ammannia auriculata
- Ammannia aurita
- Ammannia baccifera
- Ammannia baumii
- Ammannia bequaertii
- Ammannia brevistyla
- Ammannia burttii
- Ammannia calcicola
- Ammannia cinerea
- Ammannia coccinea
- Ammannia cordata
- Ammannia crassicaulis
- Ammannia crinipes
- Ammannia cymosa
- Ammannia dentelloides
- Ammannia desertorum
- Ammannia dinteri
- Ammannia dodecandra
- Ammannia drummondii
- Ammannia elata
- Ammannia engleri
- Ammannia erecta
- Ammannia fernandesiana
- Ammannia fruticosa
- Ammannia garciae
- Ammannia gazensis
- Ammannia gracilis
- Ammannia grayi
- Ammannia heptamera
- Ammannia heterophylla
- Ammannia icosandra
- Ammannia involucrata
- Ammannia kilimandscharica
- Ammannia lanceolata
- Ammannia latifolia
- Ammannia linearipetala
- Ammannia linearis
- Ammannia linifolia
- Ammannia loandensis
- Ammannia luederitzii
- Ammannia lythroides
- Ammannia mauritiana
- Ammannia maxima
- Ammannia minima
- Ammannia moggii
- Ammannia mossambicensis
- Ammannia muelleri
- Ammannia multiflora
- Ammannia myriophylloides
- Ammannia nagpurensis
- Ammannia octandra
- Ammannia palmeri
- Ammannia parkeri
- Ammannia parvula
- Ammannia passerinoides
- Ammannia pauciramosa
- Ammannia pedicellata
- Ammannia pedroi
- Ammannia petrensis
- Ammannia polycephala
- Ammannia praetermissa
- Ammannia prieureana
- Ammannia pringlei
- Ammannia prostrata
- Ammannia pubescens
- Ammannia purpurascens
- Ammannia quadriciliata
- Ammannia radicans
- Ammannia ramosissima
- Ammannia rautanenii
- Ammannia repens
- Ammannia rigidula
- Ammannia robertsii
- Ammannia robinsoniana
- Ammannia robusta
- Ammannia sagittifolia
- Ammannia saluta
- Ammannia santoi
- Ammannia sarcophylla
- Ammannia schinzii
- Ammannia schlechteri
- Ammannia senegalensis
- Ammannia spathulata
- Ammannia striatiflora
- Ammannia stuhlmannii
- Ammannia teixeirae
- Ammannia tenuis
- Ammannia tolypobotrys
- Ammannia triflora
- Ammannia uniflora
- Ammannia urceolata
- Ammannia wardii
- Ammannia volkensii
- Ammannia woodii
- Ammannia zambatidis